# Guillermo del Riego
Guillermo del Riego Gordón (* 11. September 1958 in Benavides) ist ein ehemaliger spanischer Kanute.

## Erfolge
Guillermo del Riego nahm an drei Olympischen Spielen teil. Bei seinem Olympiadebüt 1976 in Montreal startete er mit José Seguín im Zweier-Kajak in zwei Wettbewerben. In beiden erreichten sie auch den Endlauf, den sie über 500 Meter auf dem vierten und auf der 1000-Meter-Strecke auf dem fünften Platz beendeten. Bei den Olympischen Spielen 1980 in Moskau scheiterte er im Einer-Kajak über 1000 Meter bereits im Halbfinale, zog dafür aber mit Herminio Menéndez im Zweier-Kajak auf der 500-Meter-Distanz ins Finale ein. Sie gewannen ihren Vorlauf und ihren Halbfinallauf, mussten sich im Endlauf dann aber mit einer Rennzeit von 1:33,65 Minuten Uladsimir Parfjanowitsch und Sergei Tschuchrai aus der Sowjetunion geschlagen geben, womit sie die Silbermedaille gewannen. Vier Jahre darauf in Los Angeles trat del Riego in drei Konkurrenzen an. Dabei belegte er sowohl im Einer-Kajak über 500 Meter als auch mit Herminio Menéndez im Zweier-Kajak auf der 1000-Meter-Strecke jeweils den siebten Platz. Über 500 Meter schieden del Riego und Menéndez im Halbfinale aus.
Bei den Mittelmeerspielen 1979 in Split sicherte sich del Riego im Zweier-Kajak über 500 Meter die Silber- sowie über 1000 Meter die Bronzemedaille.